# Acompanyament social

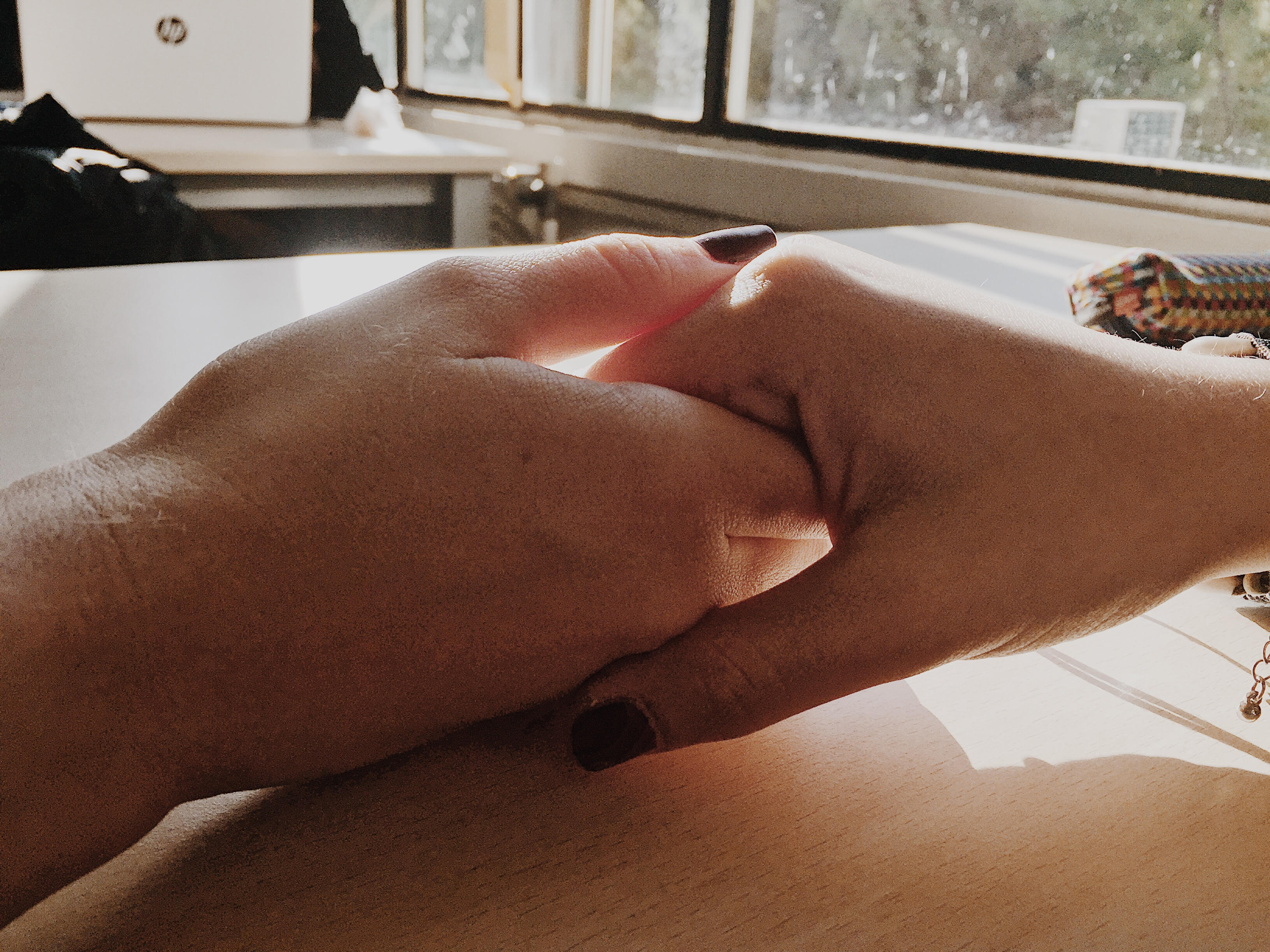
Creació pròpia.

L’acompanyament social és el procés en el qual es crea una relació professional i afectiva entre dos individus. Aquesta relació es dona, normalment, entre un professional (educador social, integrador social...) i una persona amb dificultats. El professional tracta d'orientar l'infant o jove cap a la seva pròpia autonomia. Aquest procés implica un vincle de confiança, comunicació i corrresponsabilitat, on el professional potencia les capacitats de l'individu per arribar a un objectiu comú.
Cal remarcar que "acompanyament social" no implica tenir cap deficiència psíquica, física o sensorial. Les persones amb una situació social negativa, que no tenen cap deficiència, també requereixen un suport professional, per tal de crear un bon itinerari personal i professional.
La implicació per part de la societat o comunitat en la qual els individus viuen és, també, un factor clau en el seu procés d'aprenentatge i millora social. (Planella, 2014).

## Aprofundiment en l'acompanyament
L'acompanyament social no consisteix únicament en entrevistes o trobades personals, sinó que també està format pel treball en centres de dia, casals, tallers...
Aquest acompanyament comença amb l'acollida de la persona per part dels professionals i la construcció d'un vincle que cal treballar. El diàleg, la discussió i la negociació són els principals mètodes que creen la base de l'acompanyament. A partir de la relació i dels mètodes, el professional que acompanya l'individu amb dificultats fa de facilitador de recursos, així com de suport o intermediari entre els problemes existents i les solucions possibles. Els professionals han de tenir una visió crítica respecte la persona a la qual acompanyen, els recursos que li faciliten i el progrés d'aquesta. (Bàrbara, Garet & Magre, 2008).
Cal recordar que, l'acompanyament social, no és obligatori. La persona té plena llibertat per decidir si vol aquest servei i, en cas afirmatiu, quan vol deixar de tenir-lo i, si escau, tornar a rebre’l. Tot i això, es creu que una evolució positiva, correcta i duradora de la situació personal o social que viu un individu es dona gràcies a l'acompanyament d'altres cap a ella. En el cas que una persona emprengui el camí sola, sense cap suport ni cap atenció personalitzada, es podrien donar dues situacions: 
1. La col·locació d'una objectiu menor, menys òptim, que es podria assolir d'una forma més tardana o produir-se un estancament i, per tant, que no assoleixi la meta.
2. No només no arribar al seu objectiu, sinó crear nous problemes i conflictes personals que abans no existien.

Si una persona escull no ser acompanyada, també està en el seu dret d'emprendre el camí cap a la resolució del problema sola.

## Tipus d'acompanyament
L'acompanyament existeix dins de diversos contextos i en diverses activitats professionals amb relació a l'atenció a les persones i a l'ajuda i educació d'aquestes. (Alonso & Funes, n.d.)
La idea general de l'acompanyament és el treball amb persones que es troben en una situació de canvi que requereix l'ajuda d'altres. La paraula acompanyament es reparteix en tres grans àmbits d'acció i intervenció:

### L'acompanyament social
És el tipus d'acompanyament amb més ressò, el que es coneix més tant pel que fa a concepte com a pràctica. Es basa en el treball amb persones o grups que presenten dificultats per tal que s'integrin i s'incorporin amb normalitat i amb totes les facilitats possibles a la societat.

### L'acompanyament educatiu
Aquest concepte fa referència, en certa part, a la tutoria d'una persona que es forma en l'àmbit de l'educació. Es tracta de guiar a algú durant la seva formació per tal que no presenti dificultats o aquestes siguin minoritzades.

### L'acompanyament terapèutic
Aquest concepte ha nascut de l'acceptació per part dels professionals terapèutics de la necessitat d'acompanyar a algú que fa ús de la teràpia per aconseguir la seva total recuperació. Es parla de la incorporació de la part social per tal de tractar aspectes més enllà de patologies o simples pacients.

## Necessitat de l'acompanyament: Societat de risc
La societat actual es troba en un continu canvi. Com a conseqüència d'aquest canvi, la societat s'ha tornat més vulnerable i, amb això, és més difícil trobar el propi camí. Tot i que no és necessari, és la mateixa societat la que qualifica. Per això, algunes vegades, es necessita l'ajuda de persones (en aquest cas, educadors) que guien a la resta. Aquest professional ha de veure a les persones com a individus del món, i no etiquetar-los, ja que això els allunya d'aconseguir l'objectiu mutu.

## Fases de l'acompanyament

### Acollida
L'acollida és la fase clau del procés. En l'acollida és necessària l'atenció immediata per part dels professionals, tant si la persona demana ajuda per voluntat pròpia o és derivada d'alguna altra institució. La primera trobada entre professional i persona amb necessitats és el moment en què hi ha la possibilitat d'establir una relació o vincle afectiu entre tots dos, fet que facilitarà el procés de millora personal de l'individu i els canvis posteriors. Els educadors, integradors, pedagogs… han de mostrar una obertura cap a la persona a la qual acompanyaran, així com empatia respecte la seva situació, per tal de poder facilitar l'enllaç i la connexió entre ambdós.
L'acollida o trobada pot dur-se a terme en qualsevol lloc, però, és preferible que es faci en un indret on l'individu se senti tranquil i còmode.
Tot i que l'acompanyament el durà a terme (possiblement) només un professional, tot l'equip ha de coordinar-se, ja que no només és una persona concreta la que intervé en el procés de maduració personal o social d'una altra.
Després de la trobada és important fer un primer pla bàsic, un informe que ajudi als professionals a acabar de conèixer la persona i poder així planificar els recursos, activitats i objectius posteriors. També cal que hi hagi una observació posterior a l'acollida: com s'adequa la persona respectiva als recursos proposats, quina és la seva motivació, el seu compromís... (Planella, 2003).

### Fer plans, pactar compromisos i ajudes
Entre professional i persona amb necessitats, cal proposar una sèrie d'objectius. Aquests han de ser realistes, mesurar-se i revisar-se, han de ser flexibles però, sobretot, han de ser personalitzats, adaptats a cada persona i situació. És necessari també arriscar-se. No es poden col·locar bons objectius si es treballa amb el dubte. El diàleg i la negociació són molt importants per la col·locació d'aquestes metes i el posterior compromís. Cal que el professional vagi observant l'evolució de la persona a la qual acompanya i tornar a avaluar la persona i la situació en què es troba.

### Concrecions, canvis, avenços i retrocessos
A partir de la segona avaluació podrem veure si és necessari algun canvi, si es poden perfeccionar o millorar els objectius i si s'ha avançat o, pel contrari, ha retrocedit en la seva situació personal.

### Final
Per finalitzar l'acompanyament, els professionals han d'avaluar el pla que s'havia proposat inicialment, amb les seves posteriors modificacions i també el recorregut de la persona. Es important que l'individu acabi l'acompanyament amb un pla de continuïtat futura, i també que es creïn referències per possibles crisis futures.